# Hypocrita rhaetia
Hypocrita rhaetia là một loài bướm đêm thuộc phân họ Arctiinae, họ Erebidae.